# Charpentierella rhodoptilus
Charpentierella rhodoptilus är en insektsart som först beskrevs av Toussaint de Charpentier 1844.  Charpentierella rhodoptilus ingår i släktet Charpentierella och familjen gräshoppor. Inga underarter finns listade i Catalogue of Life.